# De Boeg (Hoogezand)
De Boeg is een monument in de Nederlandse plaats Hoogezand ter herinnering aan de demping van het Winschoterdiep.

## Achtergrond
Hoogezand en Sappemeer ontstonden aan het begin van de 17e eeuw langs het Winschoterdiep, toen zich daar onder meer verveners en scheepsbouwers vestigden. In de jaren vijftig van de 20e eeuw werd buiten de bebouwde kom een nieuw Winschoterdieptracé gegraven. De oude waterloop door de gemeente (Meint Veningastraat, Hoofdstraat en Noorderstraat) werd daarop in etappes gedempt.
Het monument werd in opdracht van de gemeente in 1962 ontworpen door de lokale kunstenaar Nico Bulder. Doordat de gemeente moeite had het benodigde geld bij elkaar te krijgen en Bulder in 1964 overleed, liep het plan vertraging op. De Groninger beeldhouwer Gerrit Piek werd bereid gevonden het beeld in de geest van Bulder uit te voeren en het geld werd met hulp van de inwoners bij elkaar gebracht.
Het monument werd geplaatst aan de Meint Veningastraat ter hoogte van de Nederlands Hervormde begraafplaats en staat in het voormalige tracé van het diep. Het werd in augustus 1970 onthuld.

## Beschrijving
Het monument verbeeldt een grote boeg in het water, dat wordt gevormd door een ondiepe, vierkante vijver. Op de zijribben van de steven zijn aan weerszijden bronzen taferelen geplaatst: aan de ene zijde een scheepsjager met paard en aan de andere zijde een man en vrouw die in het zeel hangen.

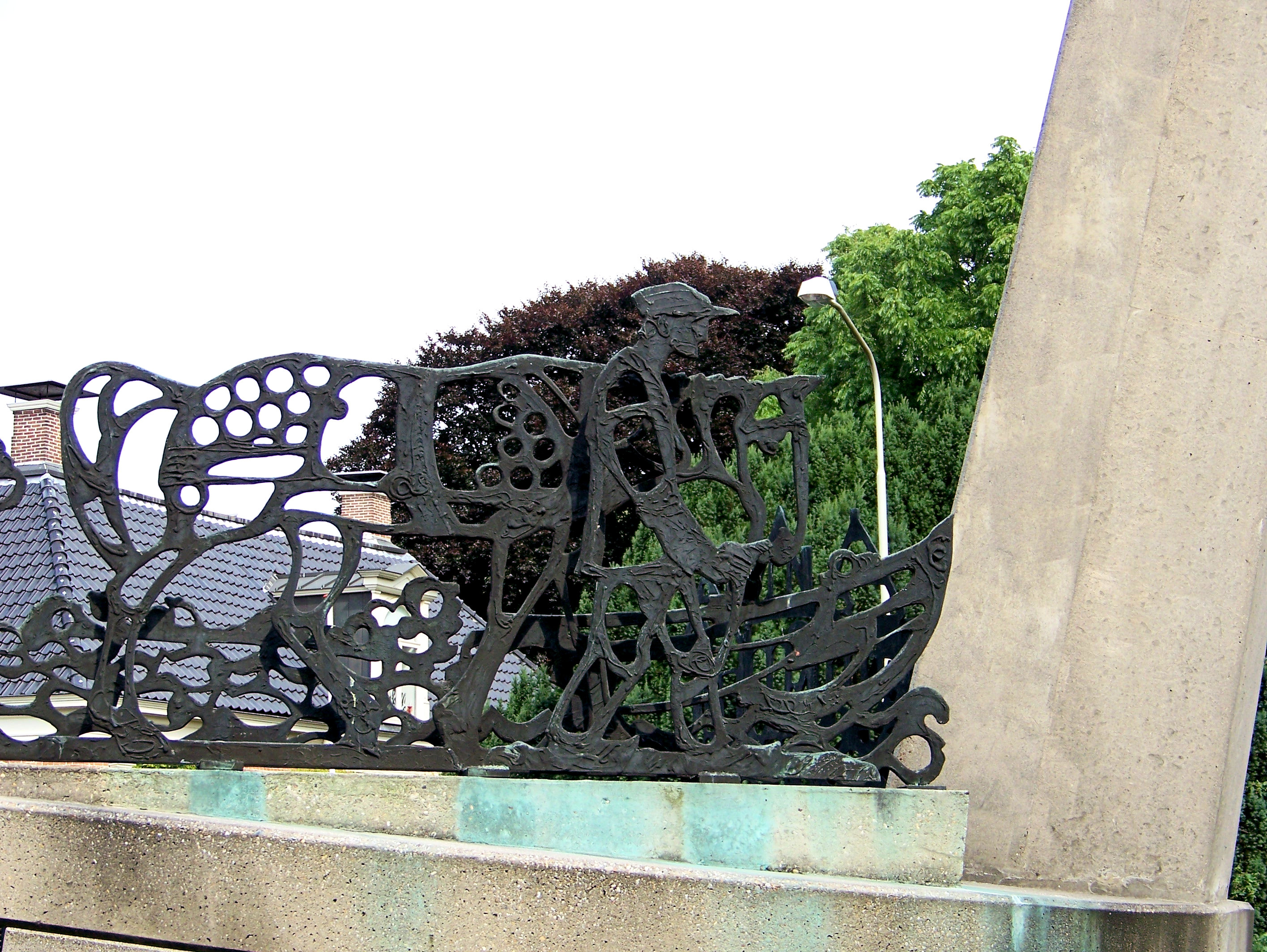
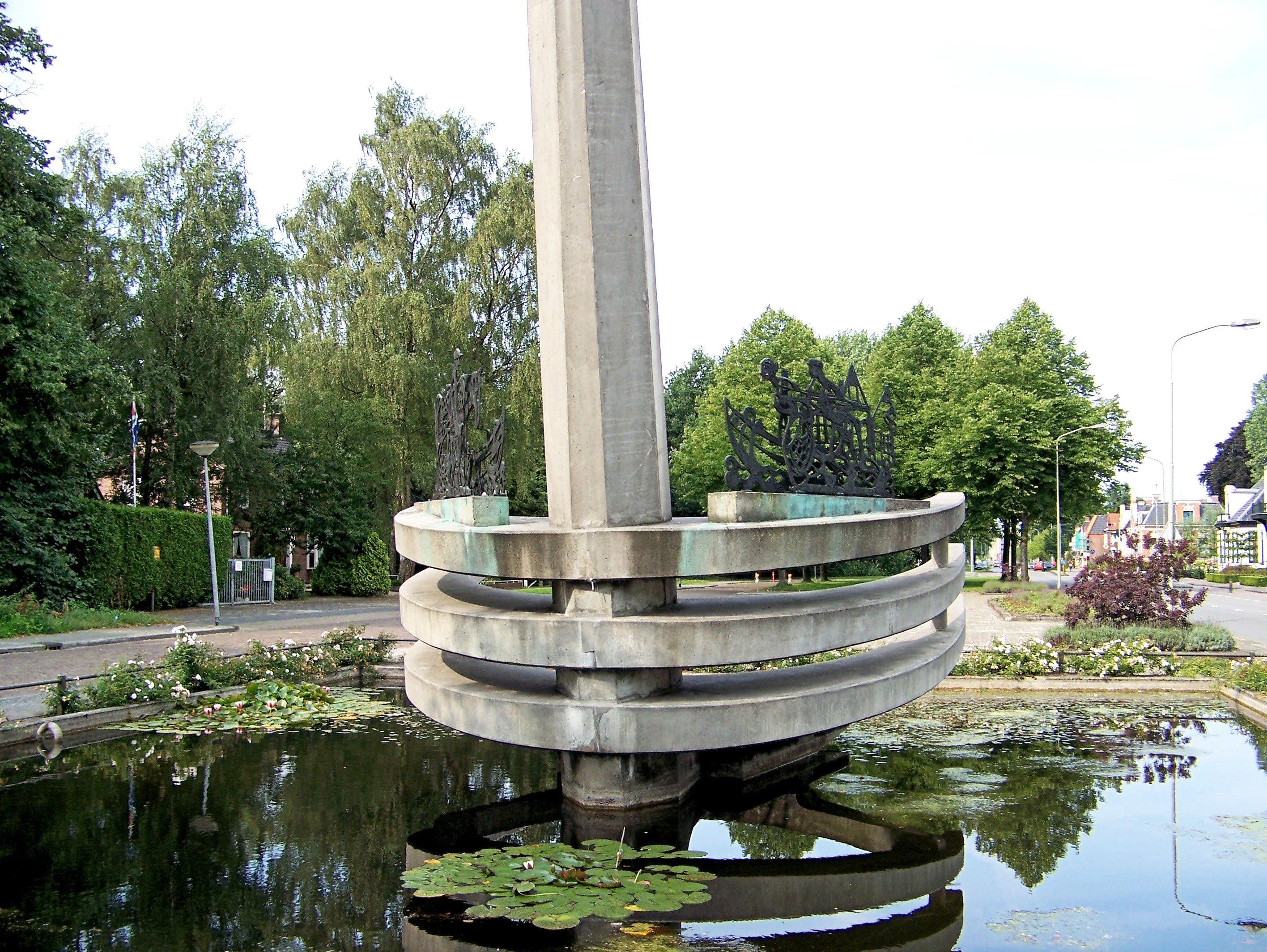
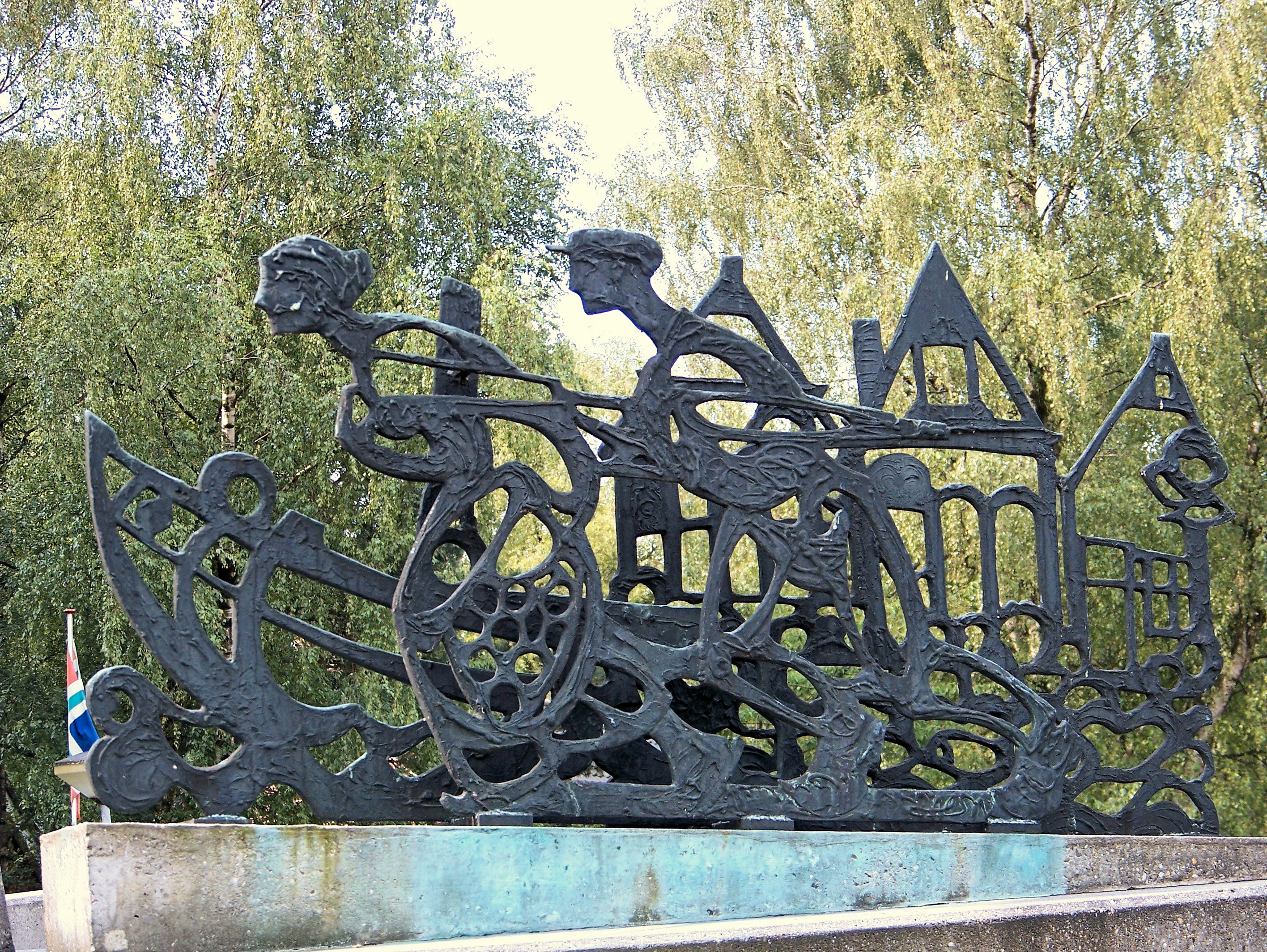